# Simon Langton
Simon Guy Charles Langton (* 5. November 1941 in Amersham, Buckinghamshire, England) ist ein britischer Regisseur.

## Leben
Simon Langton wurde 1941 in Amersham als Sohn des britischen Schauspielers David Langton geboren, der von 1971 bis 1975 die Rolle des Richard Bellamy in der Serie Das Haus am Eaton Place spielte. Er begann seine Karriere 1959 als assistierender Inspizient des Folkestone Repertory Theatre, worauf von 1960 bis 1962 eine Anstellung als Inspizient am Theatre Royal Windsor folgte. Danach war Langton für das britische Fernsehen tätig, für das er ab 1970 als Regisseur eine Reihe von Serien inszenierte, darunter auch zwei Folgen von Das Haus am Eaton Place (1975). 1983 erhielt er je eine Nominierung für den BAFTA TV Award und den Emmy für Agent in eigener Sache (1979), einer sechsteiligen Verfilmung des gleichnamigen Romans von John le Carré mit Alec Guinness in der Hauptrolle.
Bekannt ist Langton jedoch vor allem für die Regie des BBC-Mehrteilers Stolz und Vorurteil (1995) mit Jennifer Ehle und Colin Firth, basierend auf Jane Austens gleichnamigem Roman von 1813. Diese Adaption, für die Langton ein weiteres Mal für den BAFTA TV Award nominiert wurde, erhielt viel Kritikerlob und war sowohl in Großbritannien als auch in den Vereinigten Staaten ein Straßenfeger.

## Filmografie (Auswahl)
- 1971: Paul Temple (TV-Serie, eine Folge)
- 1971: Freie Hand für Barlow (Barlow at Large) (TV-Serie, eine Folge)
- 1874: Dial M for Murder (TV-Serie, zwei Folgen)
- 1975: Das Haus am Eaton Place (Upstairs, Downstairs) (TV-Serie, zwei Folgen)
- 1976–1977: Das Hotel in der Duke Street (The Duchess of Duke Street) (TV-Serie, fünf Folgen)
- 1977: Supernatural (TV-Mehrteiler)
- 1977: Liebe zu Lydia (Love for Lydia) (TV-Serie, eine Folge)
- 1979: Rebecca (TV-Mehrteiler)
- 1979: Die unglaublichen Geschichten von Roald Dahl (Tales of the Unexpected) (TV-Serie, zwei Folgen)
- 1980: Thérèse Raquin (TV-Dreiteiler)
- 1982: Erinnerungen an Lord Nelson (I Remember Nelson) (TV-Mehrteiler)
- 1982: Agent in eigener Sache (Smiley’s People) (TV-Mehrteiler)
- 1984: The Lost Honor of Kathryn Beck (TV-Film)
- 1985: Afterward (TV-Film)
- 1985: Anna Karenina (TV-Film)
- 1987: Casanova (TV-Film)
- 1987: Kreuzfeuer der Agenten (The Whistle Blower)
- 1987: Laguna brennt (Laguna Heat) (TV-Film)
- 1989: Mother Love (TV-Mehrteiler)
- 1991: Jeeves and Wooster – Herr und Meister (Jeeves and Wooster) (TV-Serie, sechs Folgen)
- 1994: Headhunters (TV-Serie, drei Folgen)
- 1994: The Cinder Path (TV-Dreiteiler)
- 1995: Stolz und Vorurteil (Pride and Prejudice) (TV-Mehrteiler)
- 1997: Forbidden Territory: Stanley’s Search for Livingstone (TV-Film)
- 1999: Rosamunde Pilcher – Das große Erbe (Nancherrow) (TV-Film)
- 2000: The Scarlet Pimpernel (TV-Serie, zwei Folgen)
- 2001: Murder Rooms: Mysteries of the Real Sherlock Holmes – The Kingdom of Bones (TV-Film)
- 2004: Agatha Christie’s Poirot – Das Eulenhaus (Agatha Christie’s Poirot – The Hollow) (TV-Serie, eine Folge)
- 2004–2006: Rosemary & Thyme (TV-Serie, acht Folgen)
- 2008: Foyle’s War (TV-Serie, eine Folge)
- 2011: Inspector Barnaby – Mr. Bingham ist nicht zu sprechen (Midsomer Murders – Dark Secrets) (TV-Reihe)
- 2011: Inspector Barnaby – Das Biest muss sterben (Midsomer Murders – The Night of the Stag) (TV-Reihe)

## Auszeichnungen
- 1981: Nominierung für den BAFTA TV Award in der Kategorie Beste Dramaserie zusammen mit Jonathan Powell für Thérèse Raquin
- 1983: Nominierung für den BAFTA TV Award in der Kategorie Beste Dramaserie zusammen mit Jonathan Powell für Agent in eigener Sache
- 1983: Emmy-Nominierung als Regisseur für Agent in eigener Sache
- 1983: Peabody Award für Agent in eigener Sache[1]
- 1990: Nominierung für den BAFTA TV Award in der Kategorie Beste Dramaserie zusammen mit Ken Riddington und Andrew Davies für Mother Love
- 1996: Nominierung für den BAFTA TV Award in der Kategorie Beste Dramaserie zusammen mit Sue Birtwistle und Andrew Davies für Stolz und Vorurteil
- 1996: Banff Television Festival Award für Stolz und Vorurteil[1]
- 1996: Broadcasting Press Guild Award für Stolz und Vorurteil[1]